# John Lee Hiong Fun-Yit Yaw
John Lee Hiong Fun-Yit Yaw (chiń. 李奕瑶; pinyin Lǐ Yìyáo; ur. 5 października 1933 w Jesselton) – malezyjski duchowny katolicki, arcybiskup Kota Kinabalu w latach 1987-2012.
Święcenia kapłańskie otrzymał 27 grudnia 1964.
30 marca 1987 papież Jan Paweł II mianował go ordynariuszem diecezji Kota Kinabalu. Sakry biskupiej udzielił mu 26 czerwca 1987 arcybiskup Peter Chung Hoan Ting.
23 maja 2008 po podniesieniu diecezji do rangi metropolii został jej pierwszym arcybiskupem metropolitą. 1 grudnia 2012 papież przyjął jego rezygnację z urzędu, złożóną ze względu na wiek, a jego następcą został dotychczasowy koadiutor - arcybiskup John Wong Soo Kau.